# 고소발
고소발(高素勃, ?~286년)은 고구려의 왕족으로 고구려의 제12대 왕 중천왕(中川王)의 아들이다.

## 개요
286년 형제 고일우(高逸友)와 같이 세력을 모아 모반을 획책하려했다 하여 서천왕에게 살해당하였다.

## 같이 보기
- 서천왕
- 중천왕